# Nekrolog 1851
Nekrolog
◄◄
| ◄
| 1847
| 1848
| 1849
| 1850
| 1851 | 1852 | 1853 | 1854 | 1855 | ► | ►►
Weitere Ereignisse | Allgemeiner Nekrolog 1851
Die Beschreibung der verstorbenen Person sollte so kurz wie möglich gehalten sein und nur deren signifikante Tätigkeit(en) enthalten.
Neue Namen ggf. auch unter dem Geburts- und Sterbedatum, also etwa unter 1. Januar und im Geburts- und Sterbejahr (2024) eintragen (nur bei entsprechender großer Wichtigkeit). Für Beispiele siehe die schon vorhandenen Artikel.
Außerdem über die fünf zuletzt Verstorbenen, zu denen es einen ausreichend guten Artikel für eine Präsentation auf der Hauptseite gibt, nach der todesbedingten Überarbeitung der Artikel ggf. auch unter Wikipedia Diskussion:Hauptseite informieren und sie am besten auch in den anderen Wikipedia-Sprachversionen eintragen. Tipp: Regelmäßig bei news.google.de nach „ist tot“, „gestorben“ oder „verstorben“ suchen.
Wenn eine Person gestorben ist, gibt es viele Seiten zu dieser Person in der Wikipedia, die davon auch betroffen sind und entsprechend aktualisiert werden müssen. Beispiele: Namenübersichtsseite, Geburtsjahr, Geburtsort-Seiten und viele mehr.
Wie finde ich die betroffenen Seiten?
Im Suchfeld auf der linken Seite gibt man den Suchbegriff so ein: „Vorname Nachname“. Dann klickt man auf Volltext und alle Seiten mit entsprechendem Suchtext werden aufgerufen. Hier sieht man dann schnell, wo auch das Todesjahr Sinn macht oder sogar ein Teil des Artikels angepasst werden muss. Auch hilft das „Werkzeug“ auf der linken Seite sehr gut, um solche Seiten aufzufinden: „Links auf diese Seite“. Somit ist die Wikipedia wieder aktuell in allen Bereichen! Hinweis: bei Eintragung der Kategorie „Gestorben JAHR“ wird der Missbrauchsfilter 49 ausgelöst, was jedoch nicht schlimm ist. Siehe: Spezial:Missbrauchsfilter/49
Dies ist eine Liste von im Jahr 1851 verstorbenen bekannten Persönlichkeiten. Die Einträge erfolgen innerhalb der einzelnen Daten alphabetisch sortiert. Tiere sind im Nekrolog für Tiere zu finden.

## Januar
| Tag        | Name                                         | Beruf, bekannt als                                                                                     | Alter | Beleg |
| ---------- | -------------------------------------------- | --- | ----- | ----- |
| 1. Januar  | Johann Flurschütz                            | fränkischer Landwirt                                                                                   | 79    |       |
| 1. Januar  | Leopold II.                                  | Fürst zur Lippe                                                                                        | 54    |       |
| 1. Januar  | Heinrich Friedrich Link                      | deutscher Naturwissenschaftler                                                                         | 83    |       |
| 1. Januar  | Maria Molyneux, Countess of Sefton           | britische Adlige                                                                                       | 81    |       |
| 2. Januar  | Joseph Maria Brentano                        | Schweizer Politiker und Offizier                                                                       | 72    |       |
| 3. Januar  | Thomas Birch                                 | Porträt- und Marinemaler                                                                               |       |       |
| 3. Januar  | Jonas Collett                                | norwegischer Politiker                                                                                 | 78    |       |
| 4. Januar  | Friedrich Gotthilf Fritsche                  | deutscher evangelischer Geistlicher                                                                    | 51    |       |
| 4. Januar  | Johann Herrmann Tellmann                     | deutscher Postbeamter und Bürgermeister von Bosau                                                      | 57    |       |
| 5. Januar  | Thomas Spalding                              | US-amerikanischer Politiker                                                                            | 76    |       |
| 6. Januar  | Rudolph Killitschgy                          | österreichischer Musikpädagoge und Pianist                                                             |       |       |
| 6. Januar  | Carl Leibnitz                                | deutscher Opernsänger, Chorleiter und Theaterschauspieler                                              | 77    |       |
| 7. Januar  | Aemil Freiherr von Lyncker                   | preußischer Landrat und Träger des Ordens pour le merite                                               | 73    |       |
| 7. Januar  | Anton Rainalter                              | österreichischer Bildhauer                                                                             | 62    |       |
| 8. Januar  | Damian von Mosthaf                           | württembergischer Landtagsabgeordneter und Regierungspräsident                                         | 76    |       |
| 9. Januar  | Michel-Martin Drolling                       | französischer Historienmaler                                                                           | 64    |       |
| 9. Januar  | Johannes Hermanus Koekkoek                   | niederländischer Maler                                                                                 | 72    |       |
| 9. Januar  | Heinrich von Struve                          | deutsch-russischer Diplomat und Naturkundler                                                           | 78    |       |
| 10. Januar | Joseph Biles Anthony                         | US-amerikanischer Politiker                                                                            | 55    |       |
| 10. Januar | Karl Gaillard                                | deutscher Schriftsteller und Musikjournalist                                                           | 37    |       |
| 10. Januar | Gustav Wilhelm zu Mecklenburg                | Angehöriger des (groß-)herzoglichen Hauses von Mecklenburg-Schwerin                                    | 69    |       |
| 11. Januar | Sophie Brügelmann                            | deutsche Unternehmerin                                                                                 | 75    |       |
| 13. Januar | Honoré Pons                                  | französischer Uhrmachermeister, Erfinder und Unternehmer                                               |       |       |
| 14. Januar | Ludwig Ernst Philipp von Toll                | preußischer Generalleutnant                                                                            | 75    |       |
| 15. Januar | Hieronymus Klugkist                          | deutscher Politiker, Bremer Senator und Kunstmäzen                                                     | 72    |       |
| 16. Januar | Johann Philipp Bauermeister                  | deutscher evangelischer Theologe                                                                       | 62    |       |
| 16. Januar | Karl von Müffling genannt Weiß               | preußischer Generalfeldmarschall, Militärschriftsteller und Geodät                                     | 75    |       |
| 16. Januar | Daniel Newnan                                | US-amerikanischer Politiker                                                                            |       |       |
| 17. Januar | Johann Heinrich Schmülling                   | deutscher römisch-katholischer Geistlicher, Theologe und Hochschullehrer                               | 76    |       |
| 18. Januar | Suve Jaan                                    | estnischer Schriftsteller                                                                              | 73    |       |
| 19. Januar | Esteban Echeverría                           | argentinischer Dichter                                                                                 | 45    |       |
| 20. Januar | Samuel Ward King                             | US-amerikanischer Politiker                                                                            | 64    |       |
| 21. Januar | Hermann von Heyden                           | Mitglied des Preußischen Abgeordnetenhauses und Landrat des Landkreises Demmin                         | 40    |       |
| 21. Januar | Gottlieb Ernst Klausen                       | dänischer Lehrer, Dichter und Übersetzer                                                               | 88    |       |
| 21. Januar | Albert Lortzing                              | deutscher Komponist, Schauspieler und Sänger                                                           | 49    |       |
| 21. Januar | Franz Naegele                                | deutscher Gynäkologe, Hochschullehrer in Heidelberg (Naegele-Regel)                                    | 72    |       |
| 22. Januar | Franz Eduard Erpf                            | Schweizer Jurist, Unternehmer und Politiker                                                            | 43    |       |
| 22. Januar | Johann Friedrich Heinrich Schlosser          | deutscher Jurist, kaiserlicher Rat, Schriftsteller, Privatgelehrter und Eigentümer von Kloster Neuburg | 70    |       |
| 24. Januar | Gustav Ernst Heimbach                        | deutscher Jurist                                                                                       | 40    |       |
| 24. Januar | Konrad Johann Martin Langenbeck              | deutscher Anatom, Chirurg und Augenarzt                                                                | 74    |       |
| 24. Januar | Gaspare Spontini                             | italienischer Opernkomponist und -dirigent                                                             | 76    |       |
| 26. Januar | Nikolaus von Flüe                            | Schweizer Offizier in spanischen Diensten und Landeshauptmann                                          |       |       |
| 26. Januar | Joseph Franz von Spengel                     | bayerischer Offizier, zuletzt Generalmajor                                                             | 66    |       |
| 26. Januar | August Friedrich Ludwig Freiherr von Wrangel | preußischer Offizier, zuletzt Generalleutnant                                                          | 76    |       |
| 27. Januar | John James Audubon                           | US-amerikanischer Ornithologe                                                                          | 65    |       |
| 27. Januar | Cornelius P. Comegys                         | US-amerikanischer Politiker                                                                            | 71    |       |
| 27. Januar | Jean François Cornu de Lapoype               | französischer General                                                                                  | 92    |       |
| 27. Januar | Carl Moeser                                  | deutscher Geiger und Kapellmeister                                                                     | 77    |       |
| 28. Januar | Johann Heinrich Hochdörfer                   | protestantischer Pfarrer Frühsozialist und Publizist                                                   | 51    |       |
| 30. Januar | Horace Everett                               | US-amerikanischer Politiker                                                                            | 71    |       |
| 30. Januar | Gustav Wilpert                               | deutsch-baltischer Jurist                                                                              | 55    |       |
| 31. Januar | David Spangler Kaufman                       | US-amerikanischer Politiker                                                                            | 37    |       |

## Februar
| Tag         | Name                                       | Beruf, bekannt als                                                   | Alter | Beleg |
| ----------- | ------------------------------------------ | -------------------------------------------------------------------- | ----- | ----- |
| 1. Februar  | Andrea de Jorio                            | italienischer Archäologe und Volkskundler                            | 81    |       |
| 1. Februar  | Friedrich Wilhelm Käuffer                  | deutscher Jurist                                                     | 64    |       |
| 1. Februar  | Mary Shelley                               | englische Schriftstellerin                                           | 53    |       |
| 1. Februar  | Hans Friedrich von Wentzky und Petersheyde | preußischer Landrat                                                  | 87    |       |
| 3. Februar  | Benjamin Williams Crowninshield            | US-amerikanischer Politiker                                          | 78    |       |
| 3. Februar  | Karl Friedrich Otto Vogel                  | deutscher Holzschneider                                              | 39    |       |
| 4. Februar  | Adrien Jean-Baptiste du Bosc               | französischer Divisionsgeneral der Pioniere                          | 90    |       |
| 6. Februar  | Georg Arnold Heise                         | deutscher Rechtsgelehrter                                            | 72    |       |
| 8. Februar  | Nicholas Vansittart, 1. Baron Bexley       | deutschstämmiger britischer Politiker und Staatsmann                 | 84    |       |
| 9. Februar  | Obadiah Bush                               | US-amerikanischer Lehrer und Politiker                               | 54    |       |
| 11. Februar | Meier Hirsch                               | deutscher Mathematiker                                               |       |       |
| 11. Februar | Jakob Salat                                | katholischer Theologe und Philosoph                                  | 84    |       |
| 13. Februar | Daniel Garrison                            | US-amerikanischer Politiker                                          | 68    |       |
| 15. Februar | Michel Théodore Leclercq                   | französischer Schriftsteller                                         | 73    |       |
| 16. Februar | Heinrich von Breslau                       | deutscher Mediziner und Pharmakologe                                 | 66    |       |
| 18. Februar | Jan ten Doornkaat Koolman                  | deutscher Unternehmer                                                | 77    |       |
| 18. Februar | Carl Gustav Jacob Jacobi                   | deutscher Mathematiker                                               | 46    |       |
| 18. Februar | Franz Arnold Melchers                      | Priester und Weihbischof im Bistum Münster                           | 85    |       |
| 20. Februar | Pierre Roll                                | französischer Komponist                                              | 63    |       |
| 20. Februar | Joseph Schweinacher                        | deutscher Orgelbauer                                                 | 84    |       |
| 22. Februar | Georg Brentano                             | Frankfurter Großkaufmann                                             | 75    |       |
| 23. Februar | Joanna Baillie                             | britische Dichterin der Romantik                                     | 88    |       |
| 23. Februar | Heinrich LII. Reuß                         | Graf Reuß zu Schleiz-Köstritz und bayerischer General der Infanterie | 87    |       |
| 24. Februar | Sake Dean Mahomed                          | Autor und Therapeut                                                  |       |       |
| 25. Februar | Ferdinand Simon Gaßner                     | österreichisch-deutscher Musiker und Musikschriftsteller             | 53    |       |
| 25. Februar | Georg Leopold von Zangen                   | deutscher Jurist                                                     | 58    |       |
| 28. Februar | Guillaume Dode de la Brunerie              | Marschall von Frankreich                                             | 75    |       |
| 28. Februar | Friedrich August Neide                     | deutscher Arzt                                                       | 69    |       |

## März
| Tag      | Name                               | Beruf, bekannt als                                                                    | Alter | Beleg |
| -------- | ---------------------------------- | ------------------------------------------------------------------------------------- | ----- | ----- |
| 1. März  | Simon Kremser                      | Fuhrunternehmer, gilt als der Erfinder des Öffentlichen Personennahverkehrs in Berlin | 75    |       |
| 2. März  | Karl Christoph Gottlieb Zerrenner  | deutscher Prediger und Schuldirektor                                                  | 70    |       |
| 3. März  | Philipp Graff                      | Berliner Unternehmer und Fotograf                                                     |       |       |
| 4. März  | Michael Henkel                     | deutscher Komponist und Organist                                                      | 70    |       |
| 4. März  | Dolf Mohr                          | Räuber aus dem Gebiet südlich um Dortmund                                             |       |       |
| 4. März  | James Richardson                   | britischer Missionar, Abolitionist und Afrikaforscher                                 | 41    |       |
| 5. März  | Christian Daniel Benecke           | deutscher Kaufmann und Hamburger Bürgermeister                                        | 82    |       |
| 5. März  | Wolfgang Bernhard Fränkel          | deutscher Arzt und Autor                                                              | 55    |       |
| 6. März  | Alexander Alexandrowitsch Aljabjew | russischer Komponist                                                                  | 63    |       |
| 6. März  | Egid von Löhr                      | deutscher Jurist und Hochschullehrer                                                  | 66    |       |
| 6. März  | Johann Georg Rauch                 | Schweizer Unternehmer und Politiker                                                   | 61    |       |
| 6. März  | Karl Friedrich Wilhelm von Weise   | deutscher Beamter und Politiker                                                       | 71    |       |
| 7. März  | Friedrich Gustav Winkelmann        | deutscher Kaufmann und Bremer Politiker, MdBB                                         | 55    |       |
| 9. März  | Henri de Latouche                  | französischer Schriftsteller                                                          | 66    |       |
| 9. März  | Hans Christian Ørsted              | dänischer Physiker und Chemiker                                                       | 73    |       |
| 10. März | Leopold von Neapel-Sizilien        | Prinz von Salerno                                                                     | 60    |       |
| 10. März | Johann Baptist von Verger          | bayrischer Militär und Diplomat                                                       | 88    |       |
| 11. März | Jan Barszczewski                   | belarussischer und polnischer Dichter und Schriftsteller                              |       |       |
| 11. März | Heinrich Ernst von Hoff            | deutscher Offizier und Beamter                                                        | 68    |       |
| 11. März | George McDuffie                    | US-amerikanischer Politiker                                                           | 60    |       |
| 11. März | Friedrich von Steinaecker          | preußischer General der Infanterie                                                    | 70    |       |
| 12. März | Christoph Arentz                   | deutscher Ordensgeistlicher und Naturwissenschaftler                                  | 85    |       |
| 12. März | William K. Clowney                 | US-amerikanischer Politiker                                                           | 53    |       |
| 13. März | Johann Jacob Casimir Buch          | deutscher Privatgelehrter                                                             | 72    |       |
| 13. März | Karl Lachmann                      | deutscher Philologe                                                                   | 58    |       |
| 13. März | Peter Feddersen Stuhr              | deutscher Hochschullehrer und Historiker                                              | 63    |       |
| 14. März | Joseph Julius Czermak              | österreichischer Arzt, Physiologe und Anatom                                          | 51    |       |
| 14. März | Laurids Engelstoft                 | dänischer Historiker                                                                  | 76    |       |
| 14. März | Caroline Esterházy                 | ungarische Adelige, Pianistin und Freundin und Muse des Komponisten Franz Schubert    | 39    |       |
| 14. März | Ferdinand Gotthelf Hand            | deutscher klassischer Philologe                                                       | 65    |       |
| 14. März | Friedrich Lenthe                   | deutscher Maler                                                                       | 76    |       |
| 15. März | Ferdinand von Rohr                 | preußischer General der Infanterie und Kriegsminister                                 | 67    |       |
| 18. März | Conrad Graf                        | deutscher Klavierbauer                                                                | 68    |       |
| 19. März | Friedrich Bird                     | deutscher Mediziner                                                                   | 59    |       |
| 19. März | Adam von Klaette                   | preußischer Generalleutnant                                                           | 69    |       |
| 20. März | Karl Gustav Hesse                  | deutscher Mediziner und Schriftsteller                                                | 55    |       |
| 21. März | Louis Chollet                      | französischer Organist und Komponist                                                  | 35    |       |
| 22. März | Isaac Hill                         | US-amerikanischer Politiker                                                           | 61    |       |
| 22. März | Mordechai Immanuel Noah            | US-amerikanisch-jüdischer Journalist, Publizist, Diplomat und Philanthrop             | 65    |       |
| 22. März | Göran Wahlenberg                   | schwedischer Botaniker                                                                | 70    |       |
| 23. März | Christian Friedrich Goedeking      | deutscher Beamter                                                                     | 80    |       |
| 23. März | Il Passatore                       | italienischer Brigant in der Romagna                                                  | 26    |       |
| 24. März | António Olavo Monteiro Tôrres      | portugiesischer Gouverneur von Portugiesisch-Timor                                    |       |       |
| 25. März | Thomas Burnside                    | US-amerikanischer Jurist und Politiker                                                | 68    |       |
| 25. März | Dietrich Wilhelm Stolte            | deutscher Generalmajor und Stadtkommandant von Emden und Aurich                       | 80    |       |
| 27. März | Joseph Konrad von Bangold          | württembergischer General                                                             | 70    |       |
| 27. März | Hans von Raumer                    | deutscher Politiker                                                                   | 30    |       |
| 28. März | William Clark                      | US-amerikanischer Politiker                                                           | 77    |       |
| 28. März | Carl Ludwig Heusler                | deutscher Unternehmer und Bergbeamter                                                 | 60    |       |
| 29. März | Johann Friedrich Hach              | deutscher Jurist und Diplomat                                                         | 81    |       |
| 30. März | Georg Friedrich von Guaita         | Frankfurter Bürgermeister                                                             | 78    |       |
| 30. März | Julius Georg Knoll                 | deutscher Jurist                                                                      | 61    |       |
| 30. März | Carl Schwaner                      | deutscher Geologe und Forschungsreisender                                             | 34    |       |
| 30. März | Carl Friedrich Stange              | deutscher Maler, Architekturzeichner, Lithograph                                      | 67    |       |
| 31. März | Richard Coke junior                | US-amerikanischer Politiker                                                           | 60    |       |

## April
| Tag       | Name                                    | Beruf, bekannt als                                               | Alter | Beleg |
| --------- | --------------------------------------- | ---------------------------------------------------------------- | ----- | ----- |
| 2. April  | Rama III.                               | König von Siam                                                   | 63    |       |
| 2. April  | Johann Zahlbruckner                     | österreichischer Botaniker                                       | 69    |       |
| 3. April  | Florestano Pepe                         | neapolitanischer General                                         | 73    |       |
| 4. April  | Christian Wilhelm August Königsdörffer  | deutscher Beamter                                                | 69    |       |
| 6. April  | Ransom Halloway                         | US-amerikanischer Politiker                                      |       |       |
| 6. April  | Orville Hungerford                      | US-amerikanischer Politiker und Unternehmer                      | 60    |       |
| 6. April  | Samuel Thurston                         | US-amerikanischer Politiker                                      | 35    |       |
| 7. April  | Julius Miller                           | deutscher Musiker                                                |       |       |
| 9. April  | Antoine-Charles Glachant                | französischer Geiger, Dirigent und Komponist                     | 79    |       |
| 9. April  | Ludwig Gabriel von Remy                 | österreichischer Architekt                                       | 75    |       |
| 10. April | Francisco Ferrera                       | honduranischer Präsident (1841–1844)                             | 57    |       |
| 10. April | Antonio de Pian                         | österreichischer Maler und Kupferstecher italienischer Herkunft  |       |       |
| 11. April | Carl Heinrich Nieberding                | deutscher Politiker und Historiker                               | 71    |       |
| 11. April | Wilhelm zu Sayn-Wittgenstein-Hohenstein | preußischer Minister                                             | 80    |       |
| 12. April | William Beatty                          | US-amerikanischer Politiker                                      |       |       |
| 12. April | David Daggett                           | US-amerikanischer Politiker (Föderalistische Partei)             | 86    |       |
| 12. April | Martin Schrettinger                     | deutscher Priester und Bibliothekar                              | 78    |       |
| 13. April | Aloys Maier                             | deutscher Landrat                                                | 69    |       |
| 13. April | Joseph Anton Schumacher                 | Schweizer, Staatsmann und Militär, Ritter des St. Ludwigsorden   |       |       |
| 15. April | Andrés Quintana Roo                     | mexikanischer Politiker, Autor                                   | 63    |       |
| 16. April | Friedrich Wilhelm Langerhans            | deutscher Architekt und kommunaler Baubeamter in Berlin          | 70    |       |
| 17. April | Henry Adams Bullard                     | US-amerikanischer Politiker                                      | 62    |       |
| 17. April | Friedrich Georg von Stein               | deutscher Offizier und Gutsbesitzer                              | 82    |       |
| 18. April | Christian Friedrich Nasse               | deutscher Psychiater                                             | 73    |       |
| 18. April | Henry Bickersteth, 1. Baron Langdale    | britischer Jurist                                                | 67    |       |
| 18. April | Rensselaer Westerlo                     | US-amerikanischer Jurist und Politiker                           | 74    |       |
| 18. April | Ludwig von Wohlgemuth                   | österreichischer General                                         | 62    |       |
| 19. April | Georg Franz August von Buquoy           | Nationalökonom, Naturwissenschaftler und Gutsbesitzer            | 69    |       |
| 19. April | Johann Gottfried Gutensohn              | deutscher Architekt des Historismus                              |       |       |
| 21. April | Hippolyte Colet                         | französischer Komponist, Musikpädagoge und -theoretiker          | 42    |       |
| 21. April | Christian Georg Wagner                  | deutscher Jurist                                                 | 88    |       |
| 22. April | August Bootz                            | deutscher Maler                                                  | 43    |       |
| 22. April | Friedrich Bröhmer                       | deutscher Beamter                                                | 55    |       |
| 22. April | Samuel Eccleston                        | Erzbischof von Baltimore                                         | 49    |       |
| 23. April | Michail Petrowitsch Lasarew             | russischer Admiral                                               | 62    |       |
| 24. April | Johannes Aberli                         | Schweizer Medailleur, Stein- und Stempelschneider                | 77    |       |
| 25. April | Joseph Lecompte                         | US-amerikanischer Politiker                                      | 53    |       |
| 25. April | Giacomo Monico                          | italienischer katholischer Bischof und Kardinal                  | 74    |       |
| 26. April | Johann Christian Ernst Ottiliae         | preußischer Bergbeamter                                          | 76    |       |
| 27. April | Therese Malfatti                        | österreichische Musikerin                                        | 59    |       |
| 27. April | Franz Michael von Wagner                | deutscher Montanist                                              | 82    |       |
| 28. April | Ernst von Bülow-Cummerow                | Gutsbesitzer, Publizist und Politiker                            | 76    |       |
| 28. April | Edward Codrington                       | britischer Admiral                                               | 81    |       |
| 28. April | Johann von Kronthal                     | österreichischer Unternehmer und Politiker, Landtagsabgeordneter | 73    |       |
| 29. April | Charles Pepys, 1. Earl of Cottenham     | britischer Jurist, Politiker und Lordkanzler                     | 70    |       |
| 30. April | Rupert Jäger                            | deutscher Lehrer und Philologe                                   | 42    |       |
| 30. April | Gustav Kunze                            | deutscher Botaniker, Bryologe, Spongiologe, Entomologe und Arzt  | 57    |       |

## Mai
| Tag     | Name                                                              | Beruf, bekannt als                                                                                              | Alter | Beleg |
| ------- | ----------------------------------------------------------------- | --- | ----- | ----- |
| 3. Mai  | Thomas Hickman Williams                                           | US-amerikanischer Politiker                                                                                     | 50    |       |
| 5. Mai  | Philip Hone                                                       | US-amerikanischer Politiker                                                                                     | 70    |       |
| 6. Mai  | Johann Gottfried Steinmeyer                                       | deutscher Architekt                                                                                             | 70    |       |
| 6. Mai  | Leopold Balduin von Zandt                                         | bayerischer Generalmajor und Generaladjutant                                                                    | 67    |       |
| 7. Mai  | Johann Adam Benckiser                                             | deutscher Unternehmer                                                                                           | 68    |       |
| 8. Mai  | Stanisław Plater                                                  | litauischer Historiker                                                                                          |       |       |
| 8. Mai  | Antonio Rivera Cabezas                                            | guatemaltekischer Staatschef                                                                                    |       |       |
| 8. Mai  | Wilhelm Snell                                                     | Schweizer Jurist, Professor der Jurisprudenz und liberaler Politiker                                            | 62    |       |
| 9. Mai  | Hugh McVay                                                        | US-amerikanischer Politiker und Gouverneur                                                                      |       |       |
| 9. Mai  | Johann Heinrich Schilbach                                         | deutscher Maler                                                                                                 |       |       |
| 10. Mai | Alexander Findlay                                                 | britischer Offizier und Leutnantgouverneur der Kolonie Gambia                                                   |       |       |
| 10. Mai | Carl Abraham Hunnius                                              | deutschbaltischer Mediziner                                                                                     | 53    |       |
| 11. Mai | Daniel G. Garnsey                                                 | US-amerikanischer Politiker                                                                                     | 71    |       |
| 11. Mai | Ebenezer F. Norton                                                | US-amerikanischer Politiker                                                                                     | 76    |       |
| 11. Mai | Richard Phillips                                                  | britischer Chemiker                                                                                             | 72    |       |
| 12. Mai | Ferdinand von Andrian-Werburg                                     | bayerischer Regierungspräsident                                                                                 | 74    |       |
| 12. Mai | Christian Friedrich Tieck                                         | deutscher Bildhauer                                                                                             | 74    |       |
| 13. Mai | Auguste von Bayern                                                | Prinzessin von Bayern, durch Heirat Vizekönigin von Italien, Herzogin von Leuchtenberg und Fürstin zu Eichstätt | 62    |       |
| 13. Mai | Edward Mundy                                                      | US-amerikanischer Jurist und Politiker                                                                          | 57    |       |
| 14. Mai | Christianus Petrus Eliza Robidé van der Aa                        | niederländischer Jurist, Schriftsteller und Dichter                                                             | 59    |       |
| 14. Mai | Melchior Boisserée                                                | deutscher Kunstsammler und klassischer Archäologe                                                               | 65    |       |
| 15. Mai | Johann Traugott Leberecht Danz                                    | deutscher Kirchenhistoriker und Theologe                                                                        | 81    |       |
| 15. Mai | David Ferdinand Koreff                                            | deutscher Arzt und Literat                                                                                      | 68    |       |
| 15. Mai | Karl Ruppenthal                                                   | preußischer Politiker                                                                                           | 74    |       |
| 17. Mai | Karl von Kuder                                                    | deutscher Politiker, Landtagsabgeordneter Großherzogtum Hessen                                                  | 64    |       |
| 18. Mai | Vinzenz Georg Kininger                                            | österreichischer Porträt- und Miniaturmaler, Kupferstecher und Lithograph                                       | 84    |       |
| 18. Mai | Maximilian Friedrich von Elverfeldt genannt Beverförde zu Werries | westfälischer Adeliger                                                                                          | 82    |       |
| 18. Mai | Friedrich August Ukert                                            | deutscher Philologe und Historiker                                                                              | 70    |       |
| 19. Mai | Gotthelf Leberecht Glaeser                                        | deutscher Hofmaler                                                                                              | 66    |       |
| 20. Mai | Samuel Cushman                                                    | US-amerikanischer Politiker                                                                                     | 67    |       |
| 21. Mai | Johann Mentitsch                                                  | österreichischer Gewerksdirektor und Politiker, Landtagsabgeordneter                                            | 49    |       |
| 22. Mai | Theodor Enslin                                                    | deutscher Buchhändler, Bibliograph und Verleger                                                                 | 63    |       |
| 22. Mai | Josef Kilian Schickh                                              | österreichischer Bühnenschriftsteller                                                                           | 52    |       |
| 23. Mai | Johann Wilhelm Bornemann                                          | deutscher Autor                                                                                                 | 85    |       |
| 23. Mai | August Wilhelm Francke                                            | Oberbürgermeister von Magdeburg                                                                                 | 66    |       |
| 24. Mai | Carlo Vizzardelli                                                 | italienischer Theologe, Hochschullehrer und Kardinal                                                            | 59    |       |
| 24. Mai | Stanko Vraz                                                       | kroatischer Dichter                                                                                             | 40    |       |
| 25. Mai | Pawel Petrowitsch Anossow                                         | russischer Bergbauingenieur und Metallurg                                                                       | 54    |       |
| 26. Mai | Simeon Baldwin                                                    | US-amerikanischer Politiker                                                                                     | 89    |       |
| 27. Mai | Karl Burkart                                                      | deutscher Verwaltungsbeamter                                                                                    |       |       |
| 28. Mai | Bernardino Fernández de Velasco                                   | spanischer Ministerpräsident und Schriftsteller                                                                 |       |       |
| 28. Mai | Franz Katz                                                        | deutscher Porträt- und Miniaturmaler, Zeichner, Kunstlehrer, Kunsthändler und Kunstsammler                      | 69    |       |
| 29. Mai | Johannes Palm                                                     | deutscher Chirurg                                                                                               | 56    |       |
| 30. Mai | Esprit Requien                                                    | französischer Botaniker                                                                                         | 63    |       |
| 31. Mai | Marianne Müller                                                   | deutsche Kinderdarstellerin, Theaterschauspielerin und Opernsängerin (Sopran)                                   |       |       |
| 31. Mai | Friedrich Ludwig Wilhelm Christian Karl von Tabor                 | belgischer General                                                                                              | 74    |       |

## Juni
| Tag      | Name                                    | Beruf, bekannt als                                                                        | Alter | Beleg |
| -------- | --------------------------------------- | ----------------------------------------------------------------------------------------- | ----- | ----- |
| 2. Juni  | Anton Kothgasser                        | österreichischer Glas- und Porzellanmaler                                                 | 82    |       |
| 3. Juni  | Wilhelm Ernst Schwabe                   | deutscher Jurist                                                                          | 75    |       |
| 4. Juni  | Francesco Cherubini                     | italienischer Sprachwissenschaftler und Schriftsteller                                    | 62    |       |
| 5. Juni  | Palm Heinrich Ludwig von Boguslawski    | deutscher Astronom                                                                        | 61    |       |
| 6. Juni  | Johann Bernhard Wilhelm Lindenberg      | deutscher Jurist und Botaniker                                                            | 69    |       |
| 8. Juni  | Carl Christoph Göbel                    | deutsch-baltischer Chemiker                                                               | 57    |       |
| 9. Juni  | Johann Friedrich Payer                  | Tübinger Universitätsoberpedell                                                           | 75    |       |
| 10. Juni | Robert Dundas, 2. Viscount Melville     | britischer Staatsmann                                                                     | 80    |       |
| 10. Juni | Joseph Aloys Kilian                     | hessischer Finanzminister                                                                 | 60    |       |
| 10. Juni | James B. Reynolds                       | US-amerikanischer Politiker                                                               |       |       |
| 11. Juni | Francisco Joaquín Muñoz                 | uruguayischer Journalist und Politiker                                                    | 60    |       |
| 12. Juni | John Warby                              | britischer Sträfling und Entdecker in Australien                                          |       |       |
| 13. Juni | Joseph Johlson                          | deutscher Reformpädagoge und jüdischer Theologe                                           | 73    |       |
| 14. Juni | Nikolaus Müller                         | Mainzer Jakobiner und Maler                                                               | 81    |       |
| 15. Juni | Carlo Balochino                         | italienischer Theaterdirektor                                                             |       |       |
| 15. Juni | Elard Johannes Kulenkamp                | deutscher Jurist                                                                          | 73    |       |
| 15. Juni | Henriette Ulrike Ottilie von Pogwisch   | Gründerin von Lesegesellschaften                                                          | 74    |       |
| 16. Juni | Johann Friedrich Küttlinger             | deutscher Mediziner und Botaniker                                                         | 73    |       |
| 16. Juni | Daniele Renier                          | italienischer Politiker, Bürgermeister von Venedig                                        |       |       |
| 16. Juni | Wilhelm von Taubadel                    | preußischer Landrat                                                                       | 55    |       |
| 17. Juni | Luke Lea                                | US-amerikanischer Politiker                                                               | 68    |       |
| 21. Juni | Franz Xaver von Pflummern               | bayerischer Beamter                                                                       | 82    |       |
| 22. Juni | Thomas Edmondson                        | englischer Erfinder                                                                       | 58    |       |
| 22. Juni | Heinrich August Erhard                  | deutscher Archivar, Mediziner und Historiker                                              | 58    |       |
| 23. Juni | Anna Kraus-Wranitzky                    | österreichische Opernsängerin                                                             | 49    |       |
| 24. Juni | Moritz Bauschke                         | deutscher Schriftsteller, Verleger, Buchhändler und Publizist                             | 42    |       |
| 24. Juni | Carl Friedrich Christian von Großheim   | deutscher Lehrer und Schulgründer                                                         | 74    |       |
| 26. Juni | Domenico Angelini                       | italienischer Bischof                                                                     | 74    |       |
| 28. Juni | Karl Zeerleder                          | Schweizer Politiker                                                                       | 70    |       |
| 29. Juni | Friedrich Wilhelm von Mauvillon         | preußischer Oberst und Militärschriftsteller                                              | 77    |       |
| 29. Juni | Ernst Münchmeyer                        | praktischer Arzt und Stadtphysikus zu Hannover                                            | 72    |       |
| 30. Juni | Jan Theobald Held                       | tschechischer Arzt, Anatom, Gitarrist und Komponist                                       | 80    |       |
| 30. Juni | Edward Smith Stanley, 13. Earl of Derby | britischer Politiker, Grundbesitzer, Baumeister, Landwirt, Kunstsammler und Naturforscher | 76    |       |

## Juli
| Tag      | Name                              | Beruf, bekannt als                                                                       | Alter | Beleg |
| -------- | --------------------------------- | ---------------------------------------------------------------------------------------- | ----- | ----- |
| 2. Juli  | Emanuel Bruno Quaet-Faslem        | belgisch-deutscher Bauingenieur und Architekt, hannoverscher Baubeamter                  | 65    |       |
| 3. Juli  | Juliana Blasius                   | Räuberbraut des Johannes Bückler                                                         | 69    |       |
| 4. Juli  | Carl Friedrich von Ledebour       | deutscher Botaniker                                                                      | 65    |       |
| 4. Juli  | Johann Wenzel Lembert             | österreichischer Bühnenschriftsteller und Schauspieler                                   | 72    |       |
| 4. Juli  | Martin-Joseph Mengal              | belgischer Hornist und Komponist                                                         | 67    |       |
| 5. Juli  | Giovanni Scudieri                 | italienischer Architekt                                                                  |       |       |
| 6. Juli  | Thomas Davenport                  | US-amerikanischer Erfinder, der das weltweit erste Patent auf einen Elektromotor erhielt | 48    |       |
| 6. Juli  | David Macbeth Moir                | schottischer Physiker und Schriftsteller                                                 | 53    |       |
| 7. Juli  | Lukas Kirner                      | deutscher Maler                                                                          | 56    |       |
| 7. Juli  | James Miller                      | Gouverneur von Arkansas                                                                  | 75    |       |
| 10. Juli | Louis Daguerre                    | französischer Maler, Pionier der Fotografie und Erfinder der Daguerreotypie              | 63    |       |
| 13. Juli | Caleb Earle                       | US-amerikanischer Politiker                                                              | 80    |       |
| 17. Juli | Béni Egressy                      | ungarischer Komponist, Librettist, Übersetzer und Schauspieler                           | 37    |       |
| 17. Juli | John Lingard                      | englischer Historiker                                                                    | 80    |       |
| 17. Juli | Roger Hale Sheaffe                | britischer General                                                                       | 88    |       |
| 18. Juli | Gustav Julius                     | deutscher Journalist, Revolutionär 1848/49                                               | 40    |       |
| 18. Juli | Friedrich von Kielmansegg         | deutscher Soldat und Offizier in Diensten des Kurfürstentums und Königreichs Hannover    | 82    |       |
| 19. Juli | Hippolyte Visart de Bocarmé       | belgischer Giftmörder                                                                    |       |       |
| 20. Juli | Karl Cetto                        | deutscher Kaufmann, Bürgermeister und Landtagspräsident                                  | 77    |       |
| 20. Juli | Albert von Schultze               | deutscher Forstbeamter                                                                   | 70    |       |
| 20. Juli | Horace-François Sébastiani        | französischer General, Diplomat, Staatsmann und Marschall von Frankreich                 | 78    |       |
| 26. Juli | Ernst Friedrich Köhler            | deutscher lutherischer Geistlicher                                                       | 62    |       |
| 28. Juli | Albrecht zu Erbach-Fürstenau      | Landtagspräsident Großherzogtum Hessen                                                   | 64    |       |
| 29. Juli | Henry Alexander Scammell Dearborn | US-amerikanischer Politiker                                                              | 68    |       |
| 29. Juli | Emmanuel Dupaty                   | französischer Dramatiker, Journalist und Sänger                                          | 75    |       |
| 29. Juli | Barnabas Huber                    | deutscher Benediktiner-Abt                                                               | 73    |       |
| 31. Juli | Giuseppe Borghi                   | italienischer Ordensgeistlicher und römisch-katholischer Bischof von Cortona             | 48    |       |

## August
| Tag        | Name                                                      | Beruf, bekannt als                                                                | Alter | Beleg |
| ---------- | --------------------------------------------------------- | --------------------------------------------------------------------------------- | ----- | ----- |
| 1. August  | Wilhelm Joseph Behr                                       | deutscher Jurist und Politiker                                                    | 75    |       |
| 1. August  | Antonio Maria Cadolini                                    | italienischer Geistlicher, Kardinal der römisch-katholischen Kirche               | 80    |       |
| 1. August  | Heinrich Homberger                                        | Schweizer Politiker                                                               | 45    |       |
| 1. August  | Harriet Lee                                               | englische Schriftstellerin                                                        |       |       |
| 2. August  | Laurent d’Abbadie                                         | französischer Politiker                                                           | 74    |       |
| 2. August  | Amatore Sciesa                                            | italienischer Freiheitskämpfer                                                    | 37    |       |
| 3. August  | Anton Karl Bolzmann                                       | österreichischer Theaterschauspieler und -regisseur                               | 43    |       |
| 4. August  | Louisa Stuart                                             | britische Schriftstellerin                                                        | 93    |       |
| 6. August  | Franz Seraph Bedall                                       | bayerischer General                                                               | 70    |       |
| 6. August  | Gottfried Raaff                                           | deutscher Landschaftsarchitekt                                                    | 101   |       |
| 6. August  | Franz von Winckler                                        | deutscher Montanindustrieller                                                     | 48    |       |
| 7. August  | Johann Gottfried Gruber                                   | deutscher Universalgelehrter, Lexikograph und Publizist                           | 76    |       |
| 9. August  | Karl Gützlaff                                             | deutscher Missionar                                                               | 48    |       |
| 10. August | Heinrich Eberhard Gottlob Paulus                          | Theologe                                                                          | 89    |       |
| 11. August | José Francisco del Montenegro                             | nicaraguanischer Politiker und 1851 Director Supremo von Nicaragua                |       |       |
| 11. August | Lorenz Oken                                               | deutscher Naturphilosoph und vergleichender Anatom                                | 72    |       |
| 12. August | Friedrich Burmeister                                      | deutscher Theaterschauspieler und Sänger (Tenor)                                  | 80    |       |
| 13. August | Carl Baumüller                                            | badischer Verwaltungsbeamter                                                      | 64    |       |
| 14. August | Eduard Demmer                                             | deutscher Theaterschauspieler                                                     |       |       |
| 14. August | Georg Ludwig von Welck                                    | deutscher Rittergutsbesitzer, Offizier und Politiker, MdL (Königreich Sachsen)    | 78    |       |
| 15. August | Giovanni Inghirami                                        | italienischer Astronom                                                            | 72    |       |
| 17. August | Maximilian Friedrich von Nesselrode-Hugenpoet             | bayerischer Offizier, zuletzt Generalmajor                                        | 78    |       |
| 18. August | Amalie Wolff-Malcolmi                                     | deutsche Schauspielerin und Ehefrau Pius Alexander Wolffs                         | 70    |       |
| 18. August | Ebenezer Young                                            | US-amerikanischer Politiker                                                       | 67    |       |
| 19. August | Gioseffo Catrufo                                          | italienischer Sänger, Komponist und Musikpädagoge                                 | 80    |       |
| 20. August | August Schiebe                                            | deutscher Autor                                                                   | 71    |       |
| 22. August | Carl Friedrich Franquet                                   | deutscher Kaufmann, Unternehmer und Offizier in Braunschweig                      | 68    |       |
| 24. August | James McDowell                                            | US-amerikanischer Politiker                                                       | 55    |       |
| 25. August | Johann Felix Jacob Dalp                                   | Schweizer Verleger                                                                |       |       |
| 26. August | Georg Hassel                                              | deutscher Pädagoge                                                                | 51    |       |
| 26. August | Friedrich Ferdinand Suwe                                  | deutscher Apotheker                                                               | 74    |       |
| 27. August | Ferdinand Georg August von Sachsen-Coburg-Saalfeld-Koháry | Prinz von Sachsen-Coburg-Saalfeld, österreichischer Feldmarschallleutnant         | 66    |       |
| 27. August | John Philip                                               | schottischer Missionar, Bürgerrechtler und Direktor der London Missionary Society | 76    |       |
| 28. August | Christian Martin Joachim Frähn                            | Orientalist und Numismatiker                                                      | 69    |       |
| 29. August | Karl von Freystedt                                        | badischer Generalleutnant                                                         | 74    |       |
| 31. August | Sixt Eberhard von Kapff                                   | württembergischer Jurist und Innenminister                                        | 76    |       |
| August     | Johann Georg Bausback                                     | deutscher Jurist                                                                  | 71    |       |

## September
| Tag           | Name                                       | Beruf, bekannt als                                                                          | Alter | Beleg |
| ------------- | ------------------------------------------ | ------------------------------------------------------------------------------------------- | ----- | ----- |
| 1. September  | John Myers Felder                          | US-amerikanischer Politiker                                                                 | 69    |       |
| 1. September  | Narciso López                              | venezolanischer General in spanischen Diensten                                              |       |       |
| 1. September  | Carl Heinrich Miede                        | Göttinger Pastor und Schulleiter                                                            |       |       |
| 2. September  | Anton Aloys Buchmayer                      | Bischof von St. Pölten                                                                      | 81    |       |
| 2. September  | Josef Feldkircher                          | römisch-katholischer Theologe und Schriftsteller                                            | 39    |       |
| 2. September  | William Nicol                              | britischer Physiker                                                                         |       |       |
| 3. September  | Robert Harris                              | US-amerikanischer Politiker                                                                 | 82    |       |
| 3. September  | Karl Ludwig Severin                        | preußischer Pädagoge und Schriftsteller                                                     | 66    |       |
| 4. September  | Ernst Friedrich Gottschalk                 | deutscher Fabrikant und Politiker                                                           | 49    |       |
| 4. September  | Levi Woodbury                              | US-amerikanischer Jurist und Politiker                                                      | 61    |       |
| 5. September  | Karl Friedrich Hauber                      | deutscher Mathematiker                                                                      | 76    |       |
| 6. September  | Allen Gardiner                             | britischer Marineoffizier und Missionar                                                     | 57    |       |
| 6. September  | Charles König                              | deutsch-britischer Naturforscher                                                            |       |       |
| 6. September  | Karl von Scheliha                          | preußischer Generalmajor                                                                    | 68    |       |
| 6. September  | Friedrich Karl Christian von Steinling     | General und Kriegsminister Großherzogtum Hessen                                             | 73    |       |
| 7. September  | Gerhard von Hoßtrup                        | Gründer der Hamburger Börsenhalle                                                           | 80    |       |
| 7. September  | John Kidd                                  | englischer Mediziner, Chemiker und Geologe                                                  | 75    |       |
| 7. September  | August Jacob Rambach                       | deutscher evangelisch-lutherischer Theologe und Hymnologe                                   | 74    |       |
| 7. September  | Johann Adolph Erdmann Schmidt              | deutscher Philologe, Universitätsdozent und Autor mehrerer Wörterbücher                     | 82    |       |
| 8. September  | Joseph Anselm Feuerbach                    | deutscher Archäologe und Hochschullehrer                                                    | 52    |       |
| 9. September  | Warwara Alexandrowna Bachmetewa            | russische Adlige, Geliebte Michail Lermontows                                               |       |       |
| 9. September  | Thomas Hopkins Gallaudet                   | US-amerikanischer Geistlicher, Begründer der Schulbildung für taube Kinder in Hartford, USA | 63    |       |
| 9. September  | Wolf Ladenburg                             | deutscher Bankier, jüdischer Händler und Bankhaus-Gründer in Mannheim                       | 85    |       |
| 10. September | William Stewart                            | schottischer Kartograph, Kapitän, sowie Robben- und Walfänger                               |       |       |
| 11. September | Sylvester Graham                           | Verfechter der Reformdiät in den USA                                                        | 57    |       |
| 11. September | Nikolai Jefimowitsch Jefimow               | russischer Architekt                                                                        | 52    |       |
| 12. September | Ernst Ebeling                              | deutscher Architekt, hannoverscher Baubeamter                                               | 46    |       |
| 13. September | Franz Raveaux                              | deutscher Revolutionär der Märzrevolution                                                   | 41    |       |
| 14. September | James Fenimore Cooper                      | US-amerikanischer Schriftsteller                                                            | 61    |       |
| 16. September | Jean Guillaume Lugol                       | französischer Arzt                                                                          | 65    |       |
| 16. September | Oskar Ludwig Bernhard Wolff                | deutscher Schriftsteller, Humorist, Pädagoge                                                | 52    |       |
| 18. September | Anne Devlin                                | irische Republikanerin                                                                      |       |       |
| 19. September | Frederick Whittlesey                       | US-amerikanischer Jurist und Politiker                                                      | 52    |       |
| 20. September | Johann Stanislaus Schaffroth               | deutscher Maler                                                                             | 84    |       |
| 21. September | Adelbert von Bornstedt                     | Publizist                                                                                   | 44    |       |
| 21. September | Carl Leberecht Schwabe                     | Oberbürgermeister der Stadt Weimar (1820–1838), Advokat und Sachsen-Weimarischer Hofrat     | 72    |       |
| 22. September | Eberhard von Rundstedt                     | deutscher Offizier und Maler                                                                | 48    |       |
| 23. September | Émilie Gamelin                             | Ordensgründerin der Sœurs de la charité de la Providence, Jungfrau                          | 51    |       |
| 23. September | Christian Ludwig Krug von Nidda            | preußischer Landrat                                                                         | 77    |       |
| 23. September | Justus von Schmidt-Phiseldeck              | braunschweigischer Staatsmann                                                               | 82    |       |
| 24. September | Lucius Lyon                                | US-amerikanischer Politiker                                                                 | 51    |       |
| 25. September | Heinrich August Christian von Brandenstein | deutscher Kammerherr, Generalmajor, Stadtkommandant von Braunschweig                        | 64    |       |
| 25. September | James Graham                               | US-amerikanischer Politiker                                                                 | 58    |       |
| 25. September | Christoph Gudermann                        | deutscher Mathematiker                                                                      | 53    |       |
| 28. September | Wilhelm von Preußen                        | dritter Sohn des Königs Friedrich Wilhelm II.                                               | 68    |       |
| 29. September | Alexis de Guignard, Comte de Saint-Priest  | französischer Diplomat und Historiker                                                       | 46    |       |
| 30. September | Hans Clamor Hilmar von dem Bussche         | königlich hannoverischer General der Infanterie                                             | 77    |       |

## Oktober
| Tag         | Name                                   | Beruf, bekannt als                                                                                      | Alter | Beleg |
| ----------- | -------------------------------------- | --- | ----- | ----- |
| 2. Oktober  | Johann Baptist Krebs                   | Sänger, Freimaurer und esoterischer Schriftsteller                                                      | 77    |       |
| 4. Oktober  | Manuel de Godoy                        | spanischer Staatsmann                                                                                   | 84    |       |
| 5. Oktober  | Marie Jules César le Lorgne de Savigny | französischer Zoologe                                                                                   | 74    |       |
| 8. Oktober  | William Creighton                      | US-amerikanischer Politiker (Demokratisch-Republikanische Partei)                                       | 72    |       |
| 8. Oktober  | Johann Gruber                          | deutscher Kaufmann und Politiker                                                                        | 89    |       |
| 8. Oktober  | Thomas C. Hackett                      | US-amerikanischer Politiker                                                                             |       |       |
| 8. Oktober  | Emma Martin                            | englische Sozialreformerin und Feministin                                                               |       |       |
| 11. Oktober | Paul Erman                             | deutscher Physiker                                                                                      | 87    |       |
| 12. Oktober | Jonathan G. Hunton                     | Gouverneur von Maine                                                                                    | 70    |       |
| 12. Oktober | Augusta Leigh                          | britische Aristokratin und die Halbschwester des Dichters Lord Byron                                    | 68    |       |
| 15. Oktober | John Conrad Bucher                     | US-amerikanischer Politiker                                                                             | 58    |       |
| 15. Oktober | Nathaniel W. Howell                    | US-amerikanischer Jurist und Politiker                                                                  | 81    |       |
| 18. Oktober | David Plant                            | US-amerikanischer Jurist und Politiker                                                                  | 68    |       |
| 19. Oktober | Marie Thérèse Charlotte de Bourbon     | Herzogin von Angoulême (ab 1799), Dauphine (1824–1830/36) und Titularkönigin von Frankreich (1836–1844) | 72    |       |
| 21. Oktober | Georg Christian von Wangenheim         | hannoverscher Oberhofmarschall                                                                          | 71    |       |
| 22. Oktober | Archibald Alexander                    | amerikanischer presbyterianischer Theologe                                                              | 79    |       |
| 23. Oktober | Manuel Eduardo de Gorostiza            | spanisch-mexikanischer Lustspieldichter und Diplomat                                                    | 62    |       |
| 26. Oktober | Gotthelf Leberecht Berthold            | deutscher Opernsänger (Bassbuffo), Theaterschauspieler und Komiker                                      |       |       |
| 26. Oktober | Heinrich Müller                        | deutscher Glasmaler                                                                                     | 73    |       |
| 27. Oktober | Carl Adolph Benecke                    | Landtagsabgeordneter                                                                                    | 46    |       |
| 27. Oktober | Christian Brentano                     | deutscher Schriftsteller                                                                                | 67    |       |
| 30. Oktober | Moritz Seeburg                         | deutscher Jurist und Stadtrat                                                                           | 57    |       |
| 31. Oktober | Petar II. Petrović-Njegoš              | montenegrinischer Dichter und Fürstbischof                                                              | 37    |       |
| 31. Oktober | Christian Gottfried Schierholz         | deutscher Unternehmer und Rittergutbesitzer                                                             | 64    |       |

## November
| Tag          | Name                                  | Beruf, bekannt als                                                                                     | Alter | Beleg |
| ------------ | ------------------------------------- | --- | ----- | ----- |
| 1. November  | Sylvius Ernst Karl Joachim von Elsner | preußischer Kammerherr und Landrat                                                                     | 68    |       |
| 2. November  | Franz von Egger                       | österreichischer Jurist und Hochschullehrer                                                            | 86    |       |
| 3. November  | Lorens Münter Philipson               | schwedischer Arzt und Publizist                                                                        | 86    |       |
| 5. November  | Albert Gallup                         | US-amerikanischer Jurist und Politiker                                                                 | 55    |       |
| 5. November  | Friedrich von Heyden                  | deutscher Schriftsteller und Regierungsrat                                                             | 62    |       |
| 9. November  | Joseph Mösl                           | österreichischer Porträtmaler und Freskant, in Deutschland tätig                                       | 30    |       |
| 11. November | Friedrich von Hartmann                | deutscher Arzt und Paläontologe                                                                        | 83    |       |
| 12. November | Jean Gabriel Marchand                 | französischer Divisionsgeneral                                                                         | 85    |       |
| 13. November | Joseph Halsey Crane                   | US-amerikanischer Jurist und Politiker                                                                 | 69    |       |
| 14. November | Johan Henrik Schrøter                 | färöischer Pfarrer und einer der ersten färöischen Literaten                                           | 80    |       |
| 17. November | Giuseppe Girometti                    | Edelsteinschneider und Medailleur                                                                      | 71    |       |
| 18. November | Ernst August I.                       | König von Hannover, 1. Herzog von Cumberland                                                           | 80    |       |
| 18. November | Franz Joseph Häcker                   | deutscher Jurist und Politiker                                                                         | 73    |       |
| 18. November | Jacob Ephraim Polzin                  | deutscher Architekt des Historismus                                                                    |       |       |
| 20. November | Jean-Jacques Ambert                   | französischer General                                                                                  | 86    |       |
| 20. November | Richard Hines                         | US-amerikanischer Politiker                                                                            | 59    |       |
| 20. November | Wenzel Sedlák                         | Arrangeur und Klarinettist                                                                             | 75    |       |
| 21. November | James Ellsworth De Kay                | US-amerikanischer Zoologe                                                                              | 59    |       |
| 21. November | Johann Friedrich Christian Werneburg  | deutscher Mathematiker und Physiker                                                                    | 74    |       |
| 23. November | Johannes Noodt                        | deutscher Kunsthändler und Auktionator                                                                 | 69    |       |
| 24. November | Maria Christina von Sachsen           | Mitglied aus dem Hause der albertinischen Wettiner, sowie Prinzessin von Savoyen-Carignan und Regentin | 71    |       |
| 24. November | John Ritter                           | US-amerikanischer Politiker                                                                            | 72    |       |
| 26. November | Nicolas Jean-de-Dieu Soult            | französischer General, Marschall von Frankreich                                                        | 82    |       |
| 27. November | Philipp Breuer                        | deutscher Theaterschauspieler                                                                          | 40    |       |
| 28. November | Vincenz Prießnitz                     | Landwirt und Naturheiler                                                                               | 52    |       |
| 29. November | Christian Philipp Koester             | deutscher Maler und Restaurator                                                                        | 67    |       |
| 30. November | Wilhelm Meinhold                      | deutscher Schriftsteller und Theologe                                                                  | 54    |       |

## Dezember
| Tag          | Name                                  | Beruf, bekannt als                                                                      | Alter | Beleg |
| ------------ | ------------------------------------- | --------------------------------------------------------------------------------------- | ----- | ----- |
| 1. Dezember  | Wilhelm Ambrosius Barth               | deutscher Buchhändler und Verleger                                                      | 61    |       |
| 1. Dezember  | Johannes Franz                        | deutscher Philologe                                                                     | 47    |       |
| 3. Dezember  | Heinrich Schierenberg                 | Gymnasialdirektor, deutscher Politiker und Mitglied der Frankfurter Nationalversammlung | 51    |       |
| 5. Dezember  | Bruno Würschmitt                      | katholischer Priester, Domkapitular und Naturwissenschaftler                            | 60    |       |
| 6. Dezember  | Anton Arrigoni                        | österreichischer Dekorationsmaler                                                       | 63    |       |
| 6. Dezember  | Hermann Agathon Niemeyer              | deutscher Theologe und Pädagoge                                                         | 49    |       |
| 8. Dezember  | Heinrich August Blochmann             | deutscher Landwirt und Sachbuchautor                                                    | 64    |       |
| 8. Dezember  | Francesco Durelli                     | italienischer Zeichner und Kupferstecher                                                | 59    |       |
| 8. Dezember  | John Freedley                         | US-amerikanischer Politiker                                                             | 58    |       |
| 8. Dezember  | André Jolivard                        | französischer Maler                                                                     | 64    |       |
| 8. Dezember  | Henri-Louis Pernod                    | Gründer einer Absinthdestillerie                                                        | 75    |       |
| 8. Dezember  | Maria von Plessen                     | deutsche Dichterin und Schriftstellerin                                                 | 68    |       |
| 9. Dezember  | Ramón Freire y Serrano                | chilenischer Politiker und Offizier                                                     | 64    |       |
| 10. Dezember | Karl Drais                            | deutscher Erfinder in der Goethezeit                                                    | 66    |       |
| 11. Dezember | Leonhard Dorst                        | deutscher Architekt, Heraldiker und Baubeamter                                          | 42    |       |
| 12. Dezember | Daniel Kilgore                        | US-amerikanischer Politiker (Demokratische Partei)                                      |       |       |
| 12. Dezember | Joel Roberts Poinsett                 | amerikanischer Politiker, Arzt und Botaniker                                            | 72    |       |
| 14. Dezember | Friedrich Dulk                        | deutscher Pharmazeut, Chemiker und Hochschullehrer                                      | 63    |       |
| 14. Dezember | August Seidler                        | deutscher Klassischer Philologe                                                         | 72    |       |
| 17. Dezember | Olinde Rodrigues                      | französischer Mathematiker, Bankier und Sozialreformer                                  | 56    |       |
| 18. Dezember | Christian Etzdorf                     | deutscher Landschaftsmaler                                                              | 50    |       |
| 19. Dezember | William Turner                        | englischer Maler des Impressionismus                                                    | 76    |       |
| 21. Dezember | Carl Friedrich Rungenhagen            | deutscher Komponist und Musikpädagoge                                                   | 73    |       |
| 23. Dezember | Giovanni Berchet                      | italienischer Dichter und Schriftsteller                                                | 68    |       |
| 23. Dezember | Aegidius Lauterbach                   | deutscher Pfarrer                                                                       | 83    |       |
| 24. Dezember | Alfred Otto Rabe von Pappenheim       | kurhessischer Offizier und Gutsbesitzer, Mitglied der kurhessischen Ständeversammlung   | 43    |       |
| 25. Dezember | Abraham Constantin Mouradgea d’Ohsson | französisch-armenischer Mongolist in schwedischen diplomatischen Diensten               | 72    |       |
| 26. Dezember | George S. Catlin                      | US-amerikanischer Politiker                                                             | 43    |       |
| 28. Dezember | Wenzel Philipp von Mareschall         | österreichischer Militär, Diplomat und Politiker                                        | 66    |       |
| 31. Dezember | Friedrich Karl Ludwig Textor          | deutscher Jurist und Mundartschriftsteller                                              | 76    |       |
| Dezember     | Domenico Tritto                       | italienischer Komponist                                                                 | 75    |       |

## Datum unbekannt
| Tag | Name                          | Beruf, bekannt als                                                           | Alter | Beleg |
| --- | ----------------------------- | ---------------------------------------------------------------------------- | ----- | ----- |
|     | John White Abbott             | englischer Landschaftsmaler                                                  |       |       |
|     | Abel Comte d’Adhémar          | französischer Komponist und Pianist                                          | ≈39   |       |
|     | Ahmed Bey bin Muhammad Sharif | osmanischer Dey in Algerien                                                  |       |       |
|     | Marko Badovinac               | griechisch-katholischer Geistlicher und Bildhauer                            |       |       |
|     | Chui A-poo                    | chinesischer Pirat                                                           |       |       |
|     | Louis-Philippe Crépin         | französischer Marinemaler                                                    |       |       |
|     | Daud Pascha                   | Mamlukenherrscher im Irak                                                    |       |       |
|     | Idilia Dubb                   | schottisches Unglücksopfer                                                   |       |       |
|     | Ludwig Hermann Friedländer    | Mediziner und Hochschullehrer                                                |       |       |
|     | Simon Ganneau                 | französischer Bildhauer                                                      |       |       |
|     | Julie Gerstel                 | deutsche Theaterschauspielerin                                               |       |       |
|     | Peter Joseph von Gruben       | Politiker im Großherzogtum Hessen und dort Minister und Landtagsabgeordneter |       |       |
|     | Leopold Hassler               | österreichischer Historiker                                                  |       |       |
|     | Ludwig Friedrich Krauss       | evangelischer Geistlicher                                                    |       |       |
|     | Henry A. G. Lee               | US-amerikanischer Politiker                                                  |       |       |
|     | Karl Josef Leo                | deutscher Verwaltungsbeamter                                                 |       |       |
|     | Georg Otto Ferdinand Lohde    | erster Bürgermeister der gesamten Stadt Hildesheim                           |       |       |
|     | Samuel Morton                 | US-amerikanischer Anthropologe und Rassentheoretiker                         |       |       |
|     | Christian Müller              | Vorarlberger Freiheitskämpfer, Schützenmajor und Wirt                        |       |       |
|     | Franz Ocskay von Ocskö        | ungarischer Entomologe                                                       |       |       |
|     | Ali-paša Rizvanbegović        | osmanischer Verwalter von Stolac und Wesir der Herzegowina                   |       |       |
|     | Karl Steinlein                | deutscher Nationalökonom                                                     |       |       |